# 光復上水站

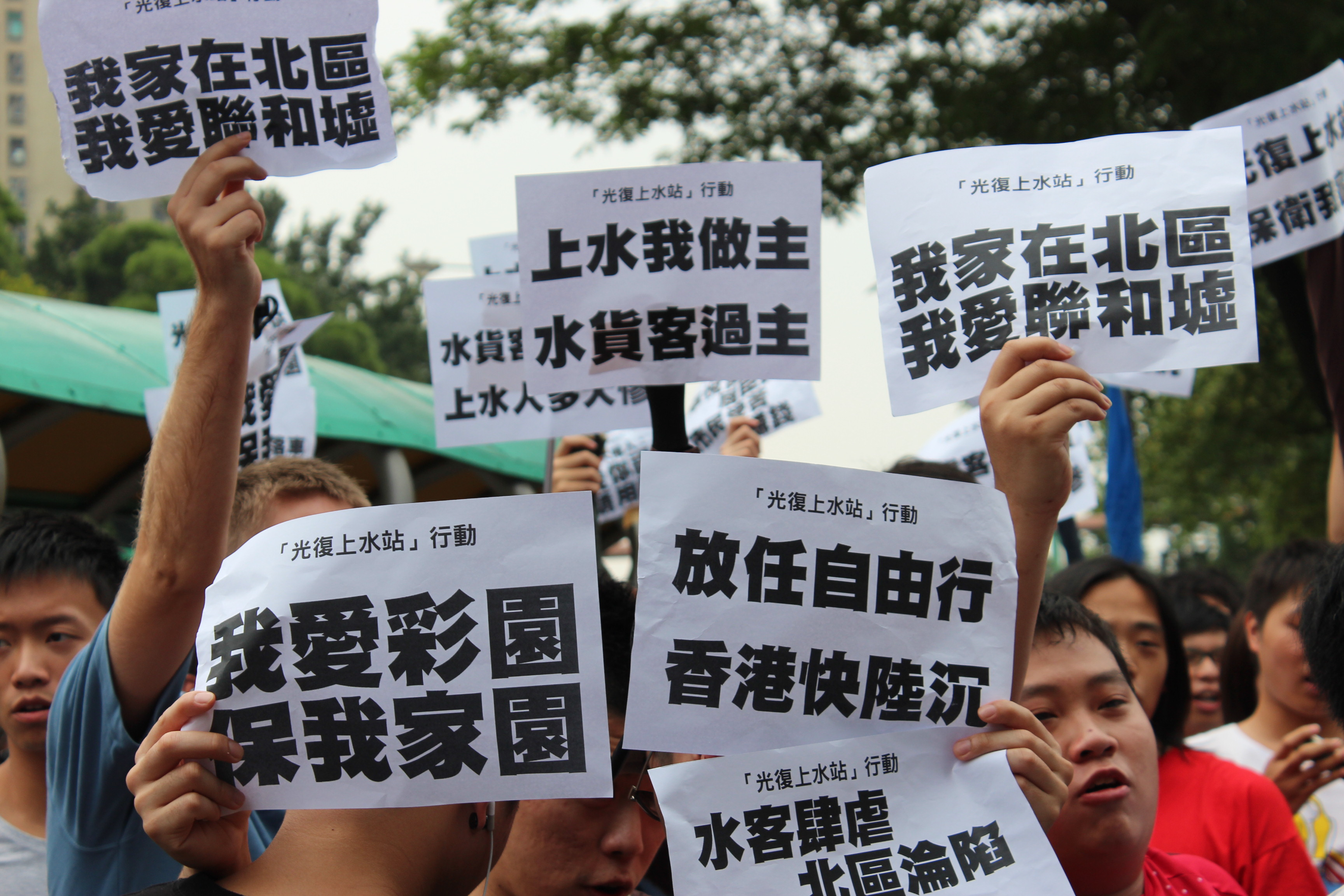
示威者舉起標語抗議

光復上水站（英語：Reclaim Sheung Shui Station）為於2012年9月15日至18日及後續數次於香港港鐵東鐵綫上水站所發生的社會運動，原因為抗議香港境內水貨客問題，示威者指控來自中國大陸的水貨客充斥著上水站，涉嫌從事走私活動，長期霸佔附近通道，同時造成物價膨脹，嚴重影響居民生活。抗議行動首兩日分別有約350名網民響應號召，到上水站C出口附近示威，兩天的行動均持續逾4小時；事件受到香港傳媒的廣泛報道。事件促使香港政府於同月19日公布一系列打擊水貨客的措施，包括統籌多個執法部門組織特遣隊及舉行聯合執法行動，當中以入境事務處聯同香港警務處所舉行的「風沙行動」打擊情況尤為高度，自當日起至2015年3月12日拘捕近兩千名中國大陸人涉嫌違反逗留條件，並且從事水貨活動；「風沙行動」一直持續至今，尚未停止。

## 經過

### 2012年9月15日

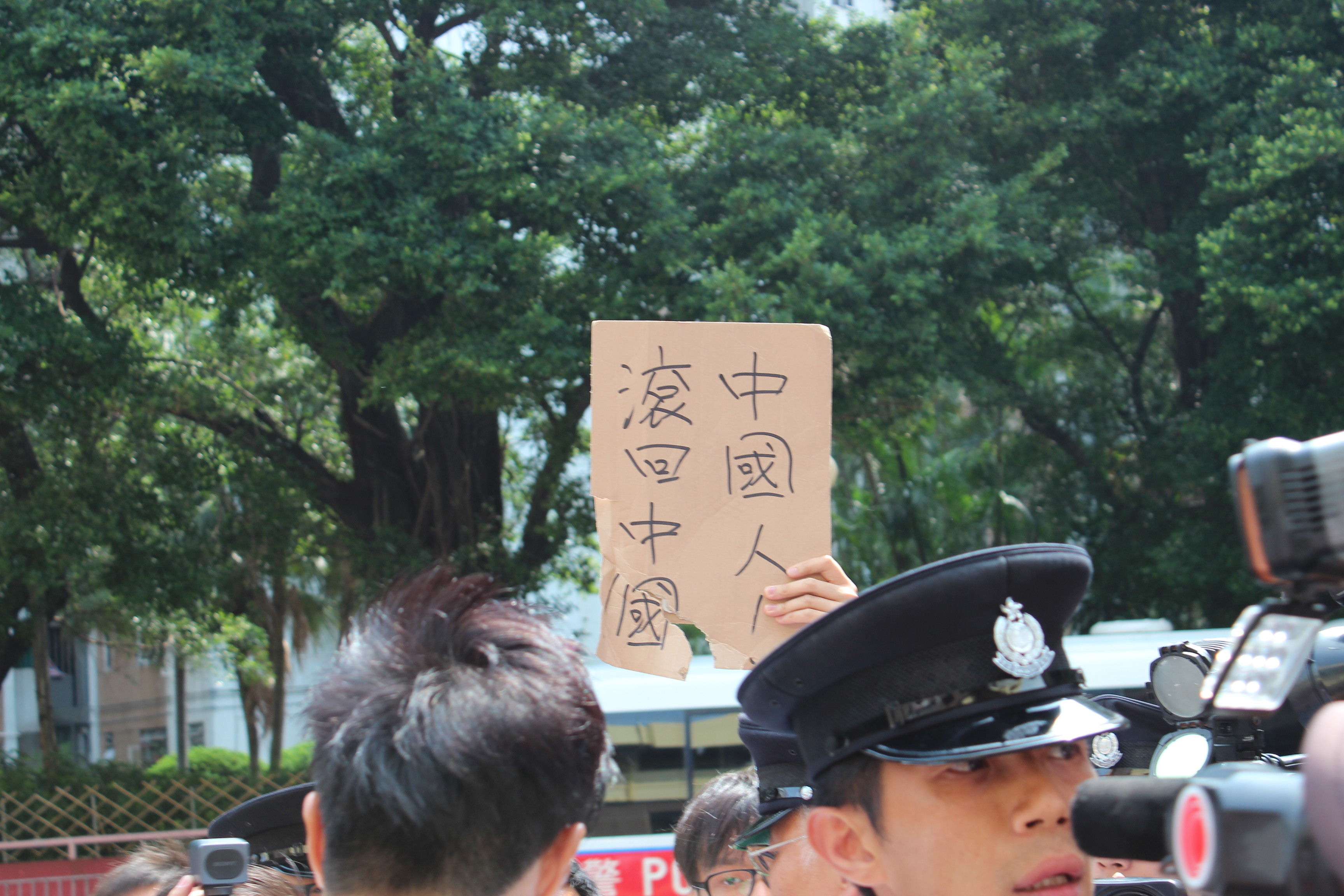
一名示威者舉起「中國人滾回中國」的標語

9月15日下午2時，有過百名網民響應社交網絡號召，到上水站近彩園邨的大堂、C出口外面及水貨客的集散範圍示威，高呼「保衞家園」口號，抗議水貨客充斥上水站，影響北區居民的生活。
部分示威者一看到附近有水貨客出沒即上前漫罵；示威者不時向大陸人報以噓聲，又斥對方是蝗蟲。有示威者舉起「中國人滾回中國」紙牌，高叫反對大陸人的口號，成為了衝突的導火線。後來該示威者高舉香港旗，引起了部分來自中國大陸及香港本地的圍觀者的不滿，期間情況一度混亂，兩批人士在場互相指罵。雙方人士先是口角，繼以動武互相推撞，最終需要警務人員架起鐵馬戒備及維持秩序。期間一名示威者以粤语骂對方为支那人而遭到掌摑，冲突进入高潮，香港示威者隨即捉著該名男子及指控他打人。該名男子一度嘗試逃走，最終在場的警察機動部隊追捕。同時亦有警務人員勸籲示威者，收起具有侮辱性的標語。立法會議員梁國雄亦有到場支持示威者，期間一名男子聲稱早前被水貨客撞傷手臂，故此加入抗議。
由於現場人士情緒激動，港鐵職員一度拉下水貨客最常使用的C出口大閘，並派駐數名保安在其他出口維持秩序及疏導市民。。集會高峰時期，有逾百支持者聚集於上水站C出口外，亦有數百街坊及中國遊客於天橋圍觀。。示威者在同日傍晚約6時30分散去。

### 9月16日

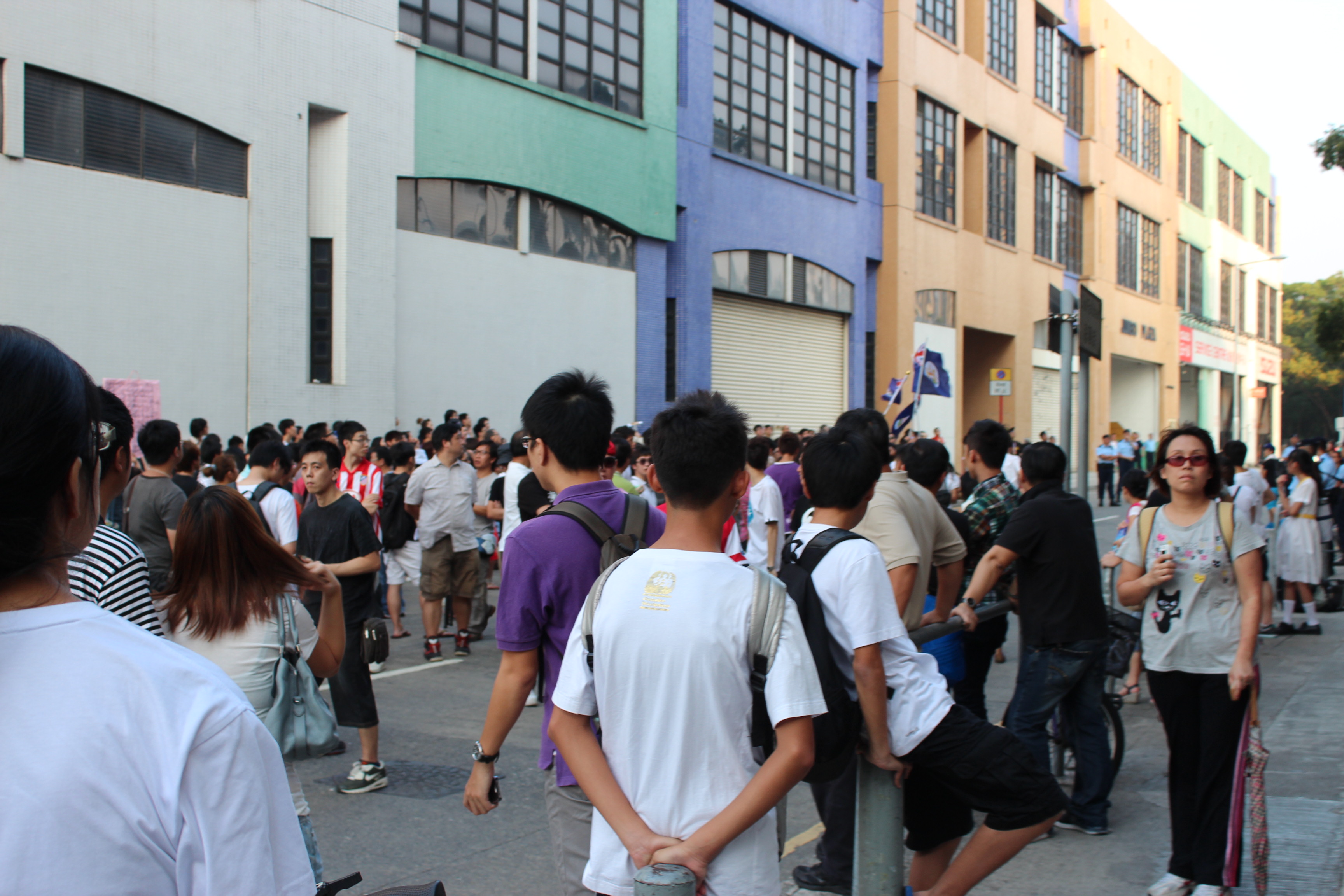
示威者聚集在晉科工業中心外

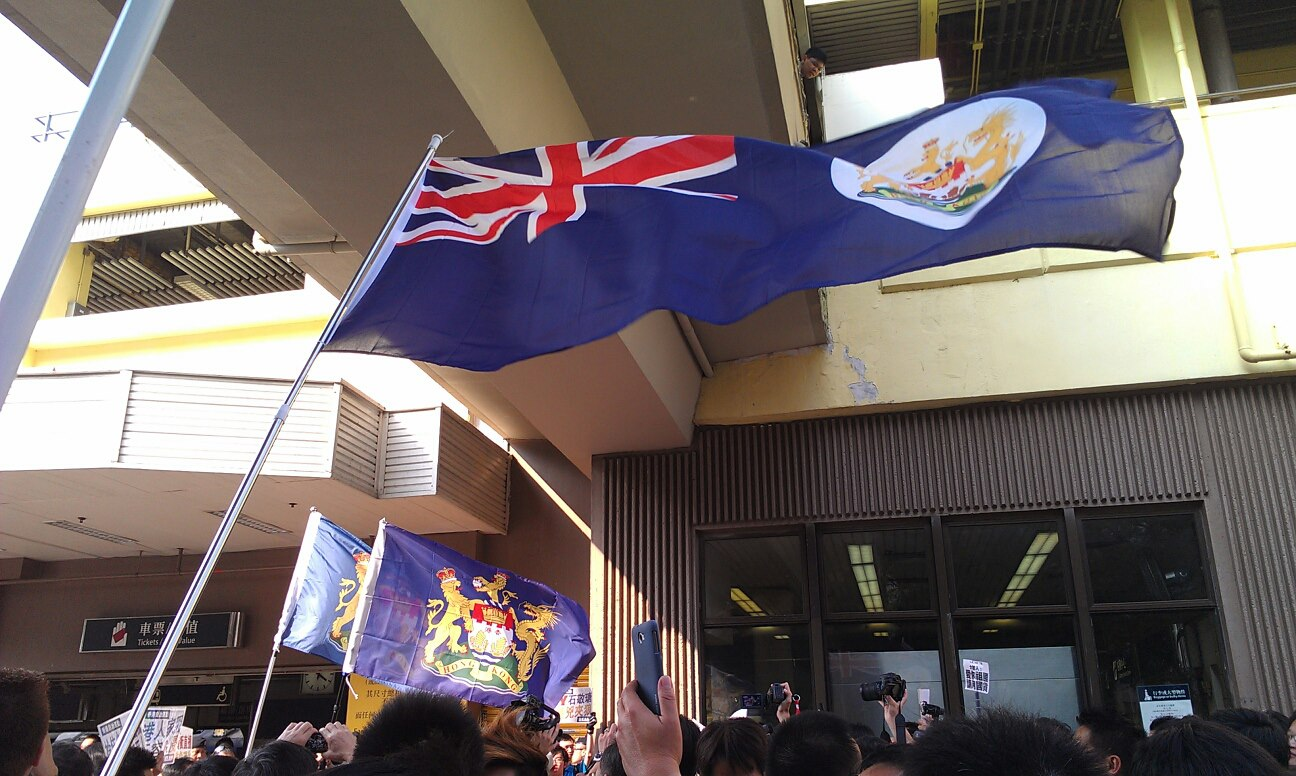
示威者手持英屬香港旗幟和代表香港城邦自治的旗幟

9月16日，有過百名網民連續第2日參與抗議活動，最高峰時有約350名示威者；部份示威者（包括一名前日被掌摑的男子）高舉英屬香港旗幟及穿著有英國國旗的上衣，並且要求香港獨立，與居民發生口角，居民怒斥他們令行動變質。由於當日沒有水貨活動蹤影，故此沒有出現首日雙方對峙的情況。期間，一名男子指示威者連續兩日於該處集會，阻塞街道，對北區居民造成滋擾，與示威者發生口角，最後要由警察護送離開。
其後，示威者遊行到晉科中心一個水貨集散地的貨倉抗議，大廈需要落閘戒備。此外，香港自治運動成員則在上水站附近的行人天橋擺設以收集簽名，要求香港政府限制個人遊及加強打擊水貨活動。一名上水居民在途經上水站被有關成員要求簽名支持，見到他們聲稱要求香港自治，遂質疑他們要實行香港獨立運動，便勸說「唉！唔好搞咁多嘢啦！（唉！不要搞這麼多事！）」，但之後被成員包圍指罵及攝影。活動進行了逾4小時後，示威者散去。

### 9月18日
9月18日晚上8時許，網民及上水居民再次出動到上水站反水貨，抗議他們攪亂北區秩序，並且高舉橫額示威，一度攔截約200名排隊中的水貨客，場面混亂，雙方互相指罵，有人更推撞警察的鐵馬，需要警務人員維持秩序。

### 10月21日
10月21日下午3時許，有逾10名反對水貨活動的人士聚集於上水站C出口外，高舉寫上有「上水我做主、水貨客過主」的標語，大叫口號，於約兩小時後自行離去。

### 10月23日
10月23日下午2時許，約30名網民在上水站外聚集，抗議水貨客影響香港市民生活，高舉「光復上水站，保衞我家園」等標語及吹號角，亦有人於水貨客入閘時喝倒采。此外，有示威者舉起香港旗，引起了部分人士不滿意。期間北區區議會區議員和新民主同盟立法會議員范國威到場視察，前者被示威者包圍，表達不滿意區議會未有盡力解決問題。期間，有示威者一度與數名懷疑水貨客口角。抗議歷時了3小時，示威者散去。

### 12月8日
12月8日下午，約30名人士在上水站外聚集，每當發現懷疑是水貨客時即不斷高呼：「過磅！」以示抗議，雙方一度爆發罵戰，由數十名警務人員維持秩序。至晚上7時許，示威者散去。

### 12月23日
12月23日，北區水貨客關注組號召約15名網民發起「聖誕光復上水行動」，於上水站外拉起橫額示威，部分示威者築成人鏈阻止水貨客入閘，逼使逾200名水貨活動從事者需要搬移到其他閘口，示威者其後貼身追蹤，又向對方大喊「畜牲」及「滾出香港」等語句；過程中有零星衝突，需要港鐵職員和警務人員架設鐵馬維持秩序。根據傳媒引述消息指出，部分示威者懷疑為香港水貨活動從事者，不排除有人乘機奪回地盤，以加入示威者行列，意圖將中國大陸水貨活動從事者趕走。

### 2013年1月5日
2013年1月5日下午3時，數十名網民在上水站站外高舉標語抗議，大叫口號，指罵在站外攜帶行李排隊輪候入閘者，並且築起人鏈，阻止懷疑水貨客入閘，和部份懷疑水貨客發生推撞。需要港鐵職員和大批警務人員維持秩序，築起鐵馬，並且勸喻示威者讓路及不要阻塞通道，容許行人通過鐵路站。部份水貨客情緒激動，需要由警務人員協助離開現場。期間，有示威者和兩名水貨客衝突，並且打鬥，有便裝警務人員於調解時被水貨客襲擊頭部，被送往醫院治理，警務人員隨後將兩名分別涉及襲警及普通襲擊罪名的水貨客拘捕。其後，雙方繼續發生零星對峙和推撞，一名女性水貨客激動暈倒，由女性警務人員急救後無礙。直至晚上9時以後，水貨活動減少，上水站外回復平靜。

### 1月19日
1月19日下午3時，約30名網民響應北區水貨客關注組及調理農務蘭花系團體在上水站外集會，分別在A2及D2出口築起人鏈，並且舉起抗議橫額，阻礙水貨客進入鐵路站，當中有人士高呼「打倒蝗蟲、光復上水」等口號，需要警察維持秩序。

### 2月3日
2月3日，北區水貨客關注組趁著農曆新年臨近，發起「癸巳年大掃除行動」，首次在上水以外地方舉行光復行動，分成三路，下午3時分別在大埔墟站及粉嶺站及3時半在上水站開始行動，在大埔區參與行動的成員其後乘搭港鐵，中途在粉嶺站匯合另外一批成員，再到上水站外抗議，並且拉起橫額，從列車步登月台，出閘後到站外高呼口號及集會。

### 3月10日
3月10日，北區水貨客關注組約10名成員在上水站站外集會，高叫口號，聲討水貨客，向水貨客派發反對水貨活動的單張。不少水貨客見狀隨即逃離，雙方一度在上水站站外一帶追逐。其中一名水貨客涉嫌刑事恐嚇成員，另外一名來自中國大陸的水貨客粗言辱罵於上水站工作的保安員和參與光復上水站的公眾。

## 政府行動
2012年9月17日，光復上水站活動未繼續；同日下午，逾百名來自中國大陸的水貨客再次佔用該地段，一箱箱的貨品包括嬰兒尿片及菊花茶等等堆積在附近的行人路。由於連續兩天的水貨活動被阻礙，有水貨客直言少賺了逾千港元，故此需要補充失去了的時間及金錢。他們在車站的內外橫衝直撞，當中更有人無視港鐵職員的安排，多次試圖衝破閘機。
9月18日，水貨活動再度活躍。接近中午，香港警務處派遣了人員加強巡視，並且驅趕水貨客；港鐵亦有派遣職員維持上水站的秩序，又另外安排了職員負責量度水貨客所拖拉的貨品體積，嚴格執行港鐵條例。對於水貨活動活躍，行政長官梁振英指出，他高度重視新界北的水貨活動，影響了居民及香港社會秩序，他亦將會要求中央政府協調深圳當局打擊水貨活動。他強調，當局會嚴厲執法。同日，香港政府舉行了會議，出席的代表分別來自3個政策局及8個其他政府部門。同日晚上，政務司司長林鄭月娥向香港傳媒宣布，香港政府將會採取6項措施加強打擊於北區的水貨活動問題，包括：香港警務處會打擊阻塞街道、滋擾和影響公眾安全的問題；入境事務處會加強核證入境人士身份，如果證實持有雙程證者參與商業，入境事務處會對其檢控，並且取消他們的來訪香港簽注，即使是懷疑個案，亦不排除會拒絕其入境；香港海關將會在羅湖口岸和落馬洲口岸增加人力資源，並且派出便裝人員搜集情報；港鐵將會嚴格檢查乘客所攜帶的行李尺寸有否超出規定，警務人員會對此提供予協助；地政總署和香港消防處將會巡查上水一帶的工業大廈，如果發現有違規單位，將會即時執法；食物環境衞生署將會增加人力資源，整理北區市容；深圳當局將會加強對付水貨客，與相關香港政府部門加強情報交流。

### 風沙行動
以下為不完全紀錄：
2012年9月19日，香港政府公布相關的打擊水貨措施後，於同日上午時段，水貨客的數量明顯地減少。然而中午過後，水貨活動再次活躍。其中有人因為其攜帶的貨物體積超出標準而被港鐵職員阻止，未能夠進入鐵路站時，嘗試由其他出入口進入鐵路站時被貨物壓傷手部，需要救護員治理。同日下午4時，香港警務處派遣了警察機動部隊到晉科工業中心進行巡視，及封鎖了所有的出入口；俟晚時份，多部執法部門（包括香港警務處、香港消防處及入境事務處）採取聯合行動──風沙，於指出為水貨從事者集散地的晉科工業中心進行搜查，拘捕了135名中國大陸人（其中50名是持有「一簽多行」簽證來到香港），懷疑他們涉嫌在工業大廈單位內包裝貨品予水貨客，違反逗留條件。入境事務處代表出指，他們將會通知中國大陸當局，勒令這些違法者於兩年內不准再次來到香港。又表示，行動未結束，不排除日後會到其他地方進行相關的拘捕行動
9月21日，入境事務處聯同香港警務處再次突擊晉科工業中心巡查，拘捕了8名持有雙程證人士。
9月23日，入境事務處聯同香港警務處突擊劍橋工業大廈巡查，拘捕了18名中國大陸人。他們大部份以「一簽多行」入境，並且檢獲了市場價值逾10萬港元的水貨。另外，在上水站再拘捕一人。
9月27日，入境事務處聯同香港警務處於火炭站一帶巡查時，發現有兩座工業大廈單位被利用作為水貨貨倉，共有8名持有雙程證的中國大陸人和1名香港貨主被拘捕。
9月28日，入境事務處聯同香港警務處突擊搜查了上水站和粉嶺站，向了7名涉嫌參與水貨活動及阻礙街道的香港人發出傳票。期後搜查於9月27日巡查過的上水劍橋廣場，拘捕了30名中國大陸人。
9月30日早上9時開始，入境事務處聯同香港警務處派出了約80名人員巡查了上水一帶，包括晉科工業中心、劍橋廣場、彩園邨及上水站出口一帶，檢查了20人的身份證明文件，向一名涉嫌干犯公眾地方造成阻礙罪的香港男子發出了傳票。
10月4日，入境事務處聯同香港警務處突擊搜查了11處水貨活動黑色地點，包括晉科工業中心及上水站出口附近範圍，拘捕了4名中國大陸人。與此同時，有關部門向法庭申請了搜查令，突擊搜查上水中心4個單位，拘捕了兩名中國大陸人，理由同上。此外，警察以在公眾地方造成阻礙罪名向一名香港男子及一名香港女子發出傳票。
10月10日，入境事務處在上水拘捕了20名中國大陸人。
10月11日，入境事務處在粉嶺拘捕了20名中國大陸人。
10月12日，入境事務處在火炭一座工業大廈拘捕了34名涉嫌觸犯入境條例的疑犯，當中31人為持有雙程證的中國大陸人，懷疑是非法勞工，其餘3人為非法僱主。
10月22日，入境事務處聯同香港警務處突擊搜查了新界30多個水貨活動黑點，包括在粉嶺站、上水站、大埔站和太和站附近，歷時8小时，其中在上水晉科中心拘捕了41男22女中國大陸人。
10月29日，入境事務處聯同香港警務處和勞工處人員搜查了7處位於火炭工業區的水貨活動黑點，拘捕了兩男三女來自中國大陸的疑犯；行動中檢獲了一批懷疑用作水貨用途的化妝品。
10月31日，入境事務處聯同香港警務處搜查了17處位於上水的水貨活動黑點，包括晉科工業中心及劍橋廣場的鄰近地區、新運路、彩園路、彩發街、彩輝街、嘉富坊及彩蒲苑一帶，拘捕了3名中國大陸人；行動中檢獲了一批懷疑用作水貨用途的奶粉。
11月8日，入境事務處聯同香港警務處搜查了8處位於上水的水貨活動黑點，包括晉科工業中心及劍橋廣場的鄰近地區、新運路、彩園路、彩發街、卓運街、嘉富坊及上水站一帶，拘捕了8名中國大陸人；行動中檢獲了大批原子筆及紙尿片等。
11月16日，入境事務處聯同香港警務處搜查了上水區及粉嶺區的水貨活動黑點，包括晉科工業中心附近、新運路、彩園路、龍琛里、欣盛里、百和路及上水站，拘捕了5名疑犯，其中4名為中國大陸人；其餘一人為香港人，懷疑為集團主腦，他涉嫌利用貨車收藏水貨向中國大陸水貨客分配、協助及教唆他人從事水貨活動。行動中檢獲了大量電子產品、家庭電器及營養食品等。
11月20日，入境事務處聯同香港警務處搜查了7處位於上水區及粉嶺區的水貨活動黑點，包括晉科工業中心、劍橋廣場、大頭嶺村一帶、寶石湖路休憩處、上水站及粉嶺站一帶，拘捕了11名中國大陸人；及1名香港人，涉嫌協助及教唆違反逗留條件，及從事水貨活動。行動中檢獲了奶粉、大量電子產品、營養食品及日常用品等。
11月29日晚間，入境事務處聯同香港警務處搜查了上水站、晉科工業中心及劍橋廣場一帶，拘捕了多名中國大陸人。
12月6日，入境事務處搜查了3處位於上水區的水貨活動黑點，包括寶石湖路、新運路及彩園路一帶，拘捕了4男2女中國大陸人。
2013年2月12日，入境事務處搜查了多處位於上水區的水貨活動黑點，拘捕了5名中國大陸人，另外拘捕了一名香港人，涉嫌聘請非法勞工。
12月19日，入境事務處搜查了位於上水區的水貨活動黑點，於彩順街拘捕了5名中國大陸人。
12月28日，入境事務處聯同香港警務處搜查了多處位於上水區的水貨活動黑點，包括晉科中心及寶石湖路一帶，拘捕了39名中國大陸人，行動中檢獲了大批嬰兒用品、日用品、營養食品及化妝品等。至29日，共拘捕了70名中國大陸人。
2014年1月3日，入境事務處聯同香港警務處搜查了晉科工業中心，拘捕了40名中國大陸人；及2名香港人，涉嫌協助及教唆違反逗留條件，及從事水貨活動。行動中檢獲了嬰兒用品、健康食品及化妝品等。
1月10日，入境事務處聯同香港警務處搜查了多處位於上水區的水貨活動黑點，包括包括寶石湖路、新運路、彩園路、彩發街及彩暉街一帶，拘捕了19名中國大陸人，行動中檢獲了大量小食、紙尿片及奶粉等。於次階段，於上水晉科中心及劍橋廣場場內拘捕了32名中國大陸人，行動中檢獲了大量茶葉、紙尿片及奶粉等。
1月16日，入境事務處聯同香港警務處搜查了晉科工業中心，拘捕了30名中國大陸人，行動中檢獲了大量奶粉及日用品等。
3月6日，入境事務處聯同香港警務處搜查了位於上水區的水貨活動黑點，拘捕了7名中國大陸人，行動中檢獲了大量嬰兒食品及紙尿片等。
3月14日，入境事務處聯同香港警務處搜查了位於上水區的多處水貨活動黑點，包括彩暉街、寶石湖路，新運路及嘉富坊，拘捕了17名中國大陸人，行動中檢獲了大量奶粉、日用品、化妝品、嬰兒食品、紙尿片及藥物等。
3月28日，入境事務處聯同香港警務處搜查了位於上水區的多處水貨活動黑點，包括嘉富坊、彩暉街及彩園路，拘捕了11名中國大陸人，行動中檢獲了大量紙尿片、奶粉、嬰兒食品、化妝品及日用品等。
4月3日，入境事務處聯同香港警務處搜查了位於上水區的水貨活動黑點，拘捕了9名中國大陸人，行動中檢獲了大量奶粉、化妝品及食品等。
4月9日，入境事務處聯同香港警務處搜查了位於上水區的多處水貨活動黑點，包括寶運路、新運路及家富坊，拘捕了16名中國大陸人，行動中檢獲了奶粉、化妝品、藥物、食品及電子產品等。
6月28日，入境事務處聯同香港警務處搜查了位於上水區的多處水貨活動黑點，包括嘉富坊及彩園路，拘捕了11名中國大陸人，行動中檢獲了奶粉、日用品、健康食品及食物等。
7月27日，入境事務處聯同香港警務處搜查了位於上水區的多處水貨活動黑點，拘捕了15名中國大陸人，行動中檢獲了奶粉、紙尿片、食品、紅酒及化妝品等。
8月8日，入境事務處聯同香港警務處在落馬洲路拘捕了7名中國大陸人，行動中檢獲了奶粉、紅酒、日用品及化妝品等。
8月28日，入境事務處聯同香港警務處在落馬洲路、上水龍琛里、彩園路及新運路拘捕了14名中國大陸人，行動中檢獲了奶粉、紙尿片、食物、洋酒、化妝品及日用品等。
9月25日，入境事務處聯同香港警務處在新運路及石湖墟遊樂場拘捕了10名中國大陸人，行動中檢獲了奶粉、紙尿片、健康食品、化妝品、嬰兒用品及日用品等。
10月4日，入境事務處聯同香港警務處搜查了位於上水區的多處水貨活動黑點，包括嘉富坊、石湖墟公園及石湖墟賽馬會遊樂場附近，拘捕了8名中國大陸人，行動中檢獲了奶粉、紙尿片、健康食品、紅酒、嬰兒食品及日用品等。
11月3日至5日，入境事務處聯同香港警務處在落馬洲路、青山公路洲頭段及青山公路新田段拘捕了35名中國大陸人，行動中檢獲了食品、奶粉、酒、日用品、護膚品、化粧品、藥物、鞋、手提電話及其他電子產品等。
2015年1月8日，入境事務處聯同香港警務處在青山公路新田段拘捕了11名中國大陸人，行動中檢獲了奶粉、酒、零食、化妝品、日用品及電子用品等。
2月2日至8日農曆新年前夕，入境事務處聯同香港警務處6次在相關的範圍，拘捕了55名中國大陸人。
3月9日及11日，入境事務處聯同香港警務處分別兩次在青山公路新田段、彩暉街及晉科中心拘捕了15名中國大陸人，行動中檢獲奶粉、日用品、食品、護膚品、紅酒及電子產品等。
4月13日，入境事務處聯同香港警務處在上水拘捕12名中國大陸人。
違反逗留條件內地水貨客；截至上月底，入境處已將逾一萬三千九百名懷疑內地水貨客放入監察名單，並拒絕近三萬一千人次入境。消息指未來若有人以探親及商務簽注來港從事水貨活動被捕，將同樣被放進監察名單，一段時間內不可再來港。

#### 統計
從2012年9月至2015年3月12日，於「風沙行動」中拘捕了1,985名中國大陸人和14名香港人，其中214名中國大陸人被檢控違反逗留條件，餘下被遣返中國大陸。214名被檢控者中，203名被判處監禁4星期至3個月不等，10人則被撤銷控罪。
另外，截至2015年3月月底，入境事務處將逾13,900名來自中國大陸的懷疑水貨客列入監察名單，並且拒絕近31,000人次入境香港。

### 力鋒行動
2013年1月22日，香港警務處新界北總區刑事總部聯同多個執法部門（包括入境事務處、香港海關及食物環境衛生署）採取聯合行動──力鋒（Realpower），突擊搜查了多處位於粉嶺蓬瀛仙館附近的多個水貨活動黑點，拘捕了99名疑犯，包括94名中國大陸人及5名香港人，行動中扣查了兩輛廂型車，同時檢獲了大批水貨，包括尿片、罐裝奶粉、手提電話及平板電腦等等，總值達70萬港元。1月24日，其中6名中國大陸人被檢控違反逗留條件，其中兩人認罪，被判處入獄兩個月。
1月28日，香港警務處新界北總區聯同快速應變部隊、交通部、上水分區特遣隊、警察機動部隊及香港海關逾百名人員在上水站一帶拘捕了48人，包括44名中國大陸人和4名香港人。行動中檢獲了智能電話、嬰兒用品、日用品及化妝品等，價值約21萬港元。
1月31日，警察機動部隊突擊搜查了晉科工業中心，拘捕了一群涉嫌從事水貨活動的中國大陸水貨客。
2月1日下午4時，10名重案組探員突擊搜查了晉科工業中心，拘捕了3名涉嫌從事水貨活動人士。
3月5日下午4時，香港警務處新界北總區刑事總部聯同行動部及大埔警區刑事部及新運路一帶，突擊搜查了劍橋廣場兩個貨倉單位，拘捕了21名中國大陸人和兩名香港人，行動中檢獲了市場價值達360萬港元的走私貨物，包括奶粉、香水、化妝品及酒等。

### 突破行動
2013年2月1日，入境事務處突擊搜查了位於上水的多處水貨活動黑點，包括寶石湖路、寶運路、新運路及彩園路一帶，拘捕了22名中國大陸人，檢獲了大批紙尿片、奶粉、糖果、營養食品及電子產品等。

### 其他
2013年1月15日及16日，深圳海關聯同香港海關展開打擊走私聯合行動，深圳海關截獲25名香港水貨客，檢獲了31部平板電腦、6部手提電話、手提電話包裝盒及配件等44件，以及一批單鏡反光相機、藥物及紅酒。深圳海關又向香港海關提供10個目標人物，根據此線報截獲了4人，他們涉嫌走私逾700支香煙，被罰款7千港元外，其中一人被起訴。

## 反應

### 活動發生前
活動發生前，保安局局長黎棟國表示，深圳及香港兩地的海關由9月7日開始聯手打擊水貨活動後，於過去的一星期，羅湖口岸、車站通道及上水站外圍的阻塞情況已經有所改善，無跡象水貨客轉往其他口岸繼續從事相關活動。他又表示，攜帶水貨的大陸人有一定程度的減幅，但是香港人則未見收歛。香港海關已經加強與中國大陸的情報交流，檢獲水貨主要是以iPhone、iPad、手表及酒精類飲品。香港海關特別地加強了抽查香煙及烈酒，而檢獲的未完稅香煙少了兩成，反映措施有所成效。

### 活動發生後
於網絡上發起是次活動的北區居民吳先生指出，水貨客霸路，嚴重阻礙到居民出入，更因為搶購日常用品而扯高了區內的貨物價格，北區居民飽受其害，遂決定召集人士發起今次行動。他又表示，考慮將抗議行動常規化，每周均號召集網民到來抗議。有參與的香港市民表示，不滿意水貨客令到北區區內愈來愈多金舖及藥房，導致部分舊式的店舖倒閉。來自中國大陸的水貨客表示，既然不受到歡迎，未來將會減少來到香港購物。
在現場的環保觸覺主席譚凱邦表示，事件反映到上水居民不滿意水貨客的情緒已經達至臨界點，香港與中國大陸的矛盾問題非常嚴重。譚凱邦認為，問題源於3年前推行的深圳戶籍居民「一簽多行」政策，如果要解決問題，應該要回復「一簽一行」，以減少來香港的中國大陸旅客的數量。他又指出，如果不能夠取消「一簽多行」，可以限制深圳居民每隔3天才可以往返香港一次，相信此舉能夠有效地控制水貨客所衍生的問題。在現場的立法會議員梁國雄表示，他會將有關問題向保安局局長反映。
有北區居民指出，對水貨客已經忍無可忍，批評他們推手推車的時候橫衝直撞，破壞秩序，又擠滿上水各間食肆，亂拋垃圾及吐痰，影響到環境衞生。
在上水經營零食批發中心的負責人王先生表示，中國大陸客戶佔了該中心的總營業額3成，由於公司沒有送貨服務，所以水貨客會經常來到香港領取貨品。他擔心香港政府嚴厲打擊水貨會影響到其生意，扼殺生存空間。他透露自己在上水土生土長，認為水貨活動已經植根區內多年，不覺得情況達「淪陷」局面。
2012年9月16日，行政長官梁振英在民建聯北區區議員劉國勳的陪同下，到上水站視察，以了解水貨活動於該處的組織及運輸貨物路綫。梁振英視察完畢後，答應與中國海關加強溝通，要求當局嚴格檢查水貨；及要求入境事務處和香港警務處加緊聯手打擊水貨活動。
有上水居民表示，水貨客的出現令到上水遍佈藥房及金舖等中國大陸人所渴求的店舖，反而令到一些香港人喜愛的小食店及傳統老字號等店鋪因為租金高昂而被迫於結業。另外一名居民表示，中國大陸人陸續地湧進北區，令到四周充斥著普通話，路標為簡體字，感覺到自己所居住的地方已經不屬於自己。有父表示，區內的奶粉產品均被水貨客搶光，使到購買十分困難，即便有貨，價錢亦比較其他地區貴；其他日用品的價格亦被搶高。每日往乘鐵路，亦要與霸佔行人路的水貨客「搏鬥」，要他們讓路或者閃避十分不方便。
有在上水經營藥房的東主表示，當店的顧客逾6成是中國大陸人，認為近日的糾紛與他們服務中國大陸人無關係，只是水貨活動擾亂了秩序，才令到居民不滿。

### 張文昌辱罵港人事件
2012年10月，香港中文大學工程學院二年學生张文昌在Facebook有關「光復上水站」的頁面辱罵港人是「港狗」，事件在Facebook上醞釀發酵，其Facebook留言被擷取下來瘋傳，並推至上報，於之後一日登上香港多份主流報章。
事件发时，张文昌为香港中文大學工程學院二年學生，主修系统工程与工程管理专业金融工程分支。张文昌为中国重慶市雲陽縣人，畢業於重慶十九中學，曾因高考成績優異，獲雲陽縣政府表彰並頒發四千元人民幣獎勵。同年被香港中文大學錄取，得到全額學費資助四年合共六十萬港元資助。在這次事件發生前碰巧在新加坡有中國留學生、就讀新加坡大學四年級的孫旭，聲稱「新加坡狗比人多」。事件引起新加坡社會強烈反響，雖然孫旭急忙出來道歉，但民眾要求取消孫旭的獎學金。在大學跟教育部商討後，孫旭的部份獎學金被取消。因此，有網民在Facebook上建立頁面，要求中文大學比照新加坡大學的做法，考慮撤銷張同學的獎學金。事件令張同學急忙發出聲明道歉，並透過電郵尋求校方協助。
2012年10月14日，張文昌於Facebook針對水貨客的光復上水站行動專頁等頁面留言謾罵。張文昌認為香港人不夠愛國，而香港人不應辱罵大陸人為蝗蟲，不應批評「大陸水貨客罔顧當地居民安全和化公為私」的行為，因為這些言論無視香港的國家歸屬，損害了中國的國際聲譽。他亦認為香港人“低素質”沒有資格批評，只能被稱為“港狗”。此外，他又批評香港中文大學的認知度低，稱後悔沒有入讀清華大學，因其中國公開試，有670分，已達清華入學標準。他不屑成為香港永久居民，表示一畢業就會回內地，因為香港論發展不及上海，論人的質素不及北京，論美女也不及其家鄉重慶。其言論隨即引起許多香港人的不滿，不足一天內有近千個留言辱骂，甚至紛紛聯名去信要求校方革除其學籍。事件鬧大後，張文昌不得不改其賬戶名稱及更改就讀“日本中央大學”，又致函香港中文大學校長解釋事件。
香港中文大學透過發言人表示：對有學生作出冒犯言論感到遺憾，但由於張同學已透過電郵向校長沈祖堯道歉，希望大眾能給他機會反省改過。

## 外部連結
- 3月拘411內地水貨客（页面存档备份，存于） 《星島日報》 2012年12月12日
- 何謂「違反逗留條件」 （页面存档备份，存于） 《星島日報》 2012年12月17日